# 白舌副獅子魚
白舌副獅子鱼，为輻鰭魚綱鮋形目杜父魚亞目狮子鱼科的其中一種。分布於南冰洋拉扎耶夫海海域，屬深海底棲性魚類，棲息在水深900至960公尺的海域，體長可達9.9公分，生活習性不明。